# Monassut-Audiracq
Monassut-Audiracq – miejscowość i gmina we Francji, w regionie Nowa Akwitania, w departamencie Pireneje Atlantyckie.
Według danych na rok 1990 gminę zamieszkiwało 289 osób, a gęstość zaludnienia wynosiła 29 osób/km² (wśród 2290 gmin Akwitanii Monassut-Audiracq plasuje się na 891. miejscu pod względem liczby ludności, natomiast pod względem powierzchni na miejscu 1062.).